# Дамір
Дамі́р, Дамир — поширене чоловіче ім'я в слов'янських мовах, а іноді і в Центральній Азії та тюркських регіонах Росії.
- Слов'янське походження. Ім'я утворене з двох частин дієслова «дати» і іменник основи «мир» — тобто світ. Ім'я використовується серед українців, русинів Сриму і Воєводини.[1], сербів[5].
- Татарське ім'я. Академік М. 3. Закієв[6] вважає, що ім'я Дамір — це варіант імені Тімер (Демір), часто звучить як Тимур, Димер. Тобто Дамір — це ще одна з варіацій цього імені. Означає «залізо». Підтвердженням цієї версії є те, що жіноче татарське ім'я Даміра має значення «залізна», в значенні «міцна»[7].
- Радянське ім'я. Утворено шляхом скорочення гасла «Хай живе мир» або «Даєш світову революцію». Цілком можливо, що за радянських часів старому імені дали нове значення.
- Східне ім'я, поширене серед тюркських народів як колишнього СРСР, так і за його межами, наприклад у Туреччині, Албанії та арабських країнах. Також нерідко і серед кавказьких народів у вигляді Дамірчан, Дімерчан, яке в перекладі з тюркської означає «коваль», буквально «металіст» — від тюркського кореня залізо, пор. тат. тімерче — коваль). Арабський варіант імені, хоч і перекладається як «напористий, твердий, міцний, завзятий», але це, можливо, синоніми з властивостей заліза.

## Люди
- Дамір Бічаніч, хорватський гандболіст
- Дамір Каріман, сербський футболіст циганського походження
- Дамір Мартін, хорватський весляр
- Дамір Поланчець, хорватський політик
- Дамир Скомина, словенський футбольний арбітр
- Дамир Вранчич, боснійський футболіст хорватського походження